# Адміністративний поділ Панами
Територія Панами, з 1 січня 2014 року поділена на 10 провінцій (ісп. provincias, в однині — ісп. provincia), 3 автономні області (ісп. comarcas indígenas con nivel de provincia) та 2 автономні підобласті (ісп. comarcas indígenas con nivel de corregimiento).
Провінції та комарки управляються губернаторами, призначуваними президентом і Кабінетом міністрів, при якому існує Рада провінцій з дорадчими повноваженнями. Члени ради призначаються нижчими муніципальними органами.

## Провінції
| Провінція       | Адміністративний цент | Площа(км2) | Населення (2016) | Прапор |
| --------------- | --------------------- | ---------- | ---------------- | ------ |
| Бокас-дель-Торо | Бокас-дель-Торо       | 4 657,2    | 161 845          |        |
| Чирикі          | Давид                 | 6 490,9    | 456 482          |        |
| Кокле           | Пенономе              | 4 949,6    | 260 292          |        |
| Колон           | Колон                 | 4 575,5    | 282 579          |        |
| Дар'єн          | Ла-Палма              | 11 892,5   | 55 346           |        |
| Еррера          | Читре                 | 2 362,0    | 118 959          |        |
| Лос-Сантос      | Лас-Таблас            | 3 809,4    | 95 794           |        |
| Панама          | Панама                | 8 409,3    | 1 552 343        |        |
| Західна Панама  | Ла-Чоррера            | 2 880,1    | 464 038          |        |
| Верагуас        | Сантьяго-де-Верагуас  | 10 587,5   | 246 280          |        |

## Регіони корінних народів

### Комарки
Влада комарки має більше автономії з культурних питань та питань освіти.
| Комарка        | Адміністративний центр | Площа (км2) | Населення (2016) | Прапор |
| -------------- | ---------------------- | ----------- | ---------------- | ------ |
| Ембера-Воунаан | Уніон-Чоко             | 4 393,9     | 11 429           |        |
| Гуна-Яла       | Ґайґірґордуб           | 2 358,2     | 43 503           |        |
| Нґобе-Буґле    | Чичика                 | 6 814,2     | 204 258          |        |

### Субпровінціальні комарки (Корреґіменто)
| Комарка           | Провінція | Адміністративний центр | Площа (км2) | Населення (2016) | Прапор |
| ----------------- | --------- | ---------------------- | ----------- | ---------------- | ------ |
| Куна-де-Мадуґанді | Панама    | Акуа-Яла               | 2 075,9     | 4 271            |        |
| Куна-де-Варґанді  | Дар'єн    | Морті                  | 956,4       | 1 914            |        |

## Дистрикти

Дистрикти Панами

Панама розділена на 79 дистриктів, які є адміністративними одиницями другого рівня. Комарка Ґуна-Яла не має дистриктів. Влада дистриктів має автономію для вирішення питань внутрішнього економічного розвитку, їм також гарантуються самостійні джерела фінансування. Дистрикти управляються радою, що складається з усіх Корреґідоро (обраних представників адміністративно-територіальних одиниць нижчого рівня — Корреґіменто). У разі якщо корреґідор менше п'яти, то відсутні обираються на прямих виборах за пропорційною системою терміном на п'ять років. Рада обирає зі свого складу голову і його заступника. Також на прямих виборах терміном на п'ять років обираються мери і два його заступника, які представляють в раду проєкт річного бюджету дистрикту і призначають суддів. Скарбник та службовці дистрикту (синдики) призначаються радою.

## Корреґіменто
Корреґіменто — адміністративно-територіальна одиниця нижчого рівня у Панамі. З 2012 року країна поділена на 666 корреґіменто.
Населення обирає корреґідоро (представника) і його заступника терміном на п'ять років, які надалі представляють свій корреґіменто на окружному рівні.